# Каґа (авіаносець)
Каґа (яп. 加賀) — японський важкий авіаносець. Названий на честь історичної провінції Каґа.

## Створення
Японський лінкор «Каґа» був закладений в 1918 році та спущений на воду в 1921 році. Проте згідно з положеннями Вашингтонського морського договору його недобудований корпус планувалось утилізувати.
Але у вересні 1923 році сильний землетрус пошкодив корпус лінійного крейсера «Амагі», який перебудовувався в авіаносець. Як заміна був вибраний «Каґа».
Через чотири з половиною роки «Каґа» перетворився на авіаносець, який нагадував початковий варіант корабля «Акагі». Він був гладкопалубним та мав дві короткі злітні палуби в носовій частині. Проте, на відміну від «Амагі», його димові труби були розташовані на правому борту.

## Модернізація
Двопалубна конструкція не виправдала себе, і в середині 1930-х років провели модернізацію та виправили помилки початкового проєкту. «Каґа» отримав повнорозмірну палубу та невелику острівну надбудову, його авіагрупа збільшилась із 60 до 90 літаків. Оскільки стандартна водотоннажність збільшилась на 9000 тонн, на кораблі довелось встановити більш потужні двигуни.

## Бойове застосування

### Перший період війни
«Каґа» був одним з шести авіаносців, які брали участь в атаці на Перл-Гарбор 7 грудня 1941 року, випустивши 27 торпедоносців «B5N Кейт» у супроводі 18 винищувачів Mitsubishi A6M Zero та 26 пікірувальних бомбардувальників Aichi D3A. У складі 1-ї дивізії авіаносців разом з «Акагі» брав участь в серії рейдів у Ост-Індію, в південну частину Тихого океану та Індійський океан, які підірвали військову могутність союзників у першій половині 1942 року.

### Битва біля острова Мідвей
Під час битви за Мідвей 4 червня 1942 року після успішного відбиття атаки американських торпедоносців «Каґа» отримав чотири попадання бомб з американських пікірувальних бомбардувальників Douglas SBD Dauntless, які базувались на авіаносці «Ентерпрайз». Ще п'ять бомб розірвались у безпосередній близькості від корабля. Вибухами були пошкоджені паливопроводи, що призвело до потрапляння палива в уже охоплені вогнем місця та стоянки повністю заправлених та завантажених боєприпасами літаків. Через 30 хвилин екіпаж покинув авіаносець, який продовжував горіти ще дев'ять з половиною годин. Коли вогонь досяг артилерійського погребу, корабель швидко затонув. З 2016 членів екіпажу загинули або зникли безвісти понад 800 осіб. Багато з них були відрізані від виходу пожежею, або загинули під час перших вибухів.